# Austroniscus vinogradovi
Austroniscus vinogradovi là một loài chân đều trong họ Nannoniscidae. Loài này được Gurjanova miêu tả khoa học năm 1950.